# Eukoenenia strinatii
Eukoenenia strinatii is een spinnensoort in de taxonomische indeling van de Palpigradi.
Het dier komt uit het geslacht Eukoenenia. Eukoenenia strinatii werd in 1977 beschreven door Condé.